# 구문 분석
언어학에서 구문 분석(構文分析, 문화어: 구문해석, 문장해석) 또는 파싱(parsing)은 문장을 그것을 이루고 있는 구성 성분으로 분해하고 그들 사이의 위계 관계를 분석하여 문장의 구조를 결정하는 것을 말한다.
컴퓨터 과학에서 파싱((syntactic) parsing)은 일련의 문자열을 의미있는 토큰(token)으로 분해하고 이들로 이루어진 파스 트리(parse tree)를 만드는 과정을 말한다.
- 하향식 구문 분석(top-down parsing)
- 상향식 구문 분석(bottom-up parsing)

전산언어학, 자연언어처리, 기계번역 등의 분야에서는 전산학의 파싱 기법을 인간 언어를 구문 분석하는 데 적용하려고 한다.

## 컴퓨터 언어

### 파서
컴퓨팅에서 파서(parser)는 인터프리터나 컴파일러의 구성 요소 가운데 하나로, 입력 토큰에 내재된 자료 구조를 빌드하고 문법을 검사한다. 파서는 일련의 입력 문자로부터 토큰을 만들기 위해 별도의 낱말 분석기를 이용하기도 한다. 파서는 수작업으로 프로그래밍되며 도구에 의해 (일부 프로그래밍 언어에서) (반)자동적으로 만들어질 수 있다.

## 파서 개발 소프트웨어
- ANTLR
- Bison
- Coco/R
- Definite clause grammar
- 골드(GOLD)
- JavaCC
- 레몬(Lemon)
- Lex
- LuZc
- Parboiled
- Parsec
- Ragel
- 스피리트 파서 프레임워크(Spirit Parser Framework)
- Syntax Definition Formalism
- SYNTAX
- XPL
- Yacc
- PackCC

## 같이 보기
- 구문 강조
- 정규 표현식